# Łechuczeny
Łechuczeny (ukr. Лехучени) – przystanek kolejowy w pobliżu miejscowości Zełenyj Haj, w rejonie czerniowieckim, w obwodzie czerniowieckim, na Ukrainie. Położony jest na linii Czerniowce – Ocnița.
Przystanek istniał w okresie międzywojennym.